# Colombia magia salvaje
Colombia magia salvaje es una película documental estrenada en 2015, dirigida por Mike Slee y producida para el Grupo Éxito, por la Fundación Ecoplanet y la productora británica Off The Fence. Una muestra de la biodiversidad de Colombia, la película fue grabada en 85 locaciones diferentes para lograr el retrato de 20 ecosistemas.

## Argumento
El documental recorre parte de biodiversidad de Colombia en una narración que contrasta lugares como las profundidades del océano Pacífico en la Isla de Malpelo, los llanos orientales, Chocó y el  Amazonas; la llegada de las ballenas jorobadas cada año al parque nacional natural Ensenada de Utría en el Chocó, las huellas de la Ciudad Perdida en la Sierra Nevada de Santa Marta, el vuelo del cóndor en el parque nacional natural El Cocuy, el sistema de páramos de la cordillera de los Andes, la Sierra de Chiribiquete y sus pinturas rupestres, los Llanos orientales, el Amazonas o las islas de Providencia, entre otros. También muestra algunas especies de la fauna nacional como los cangrejos, el oso perezoso, el tití cabeciblanco, el cocodrilo del Orinoco, la arawana, el jaguar y el colibrí.

## Producción

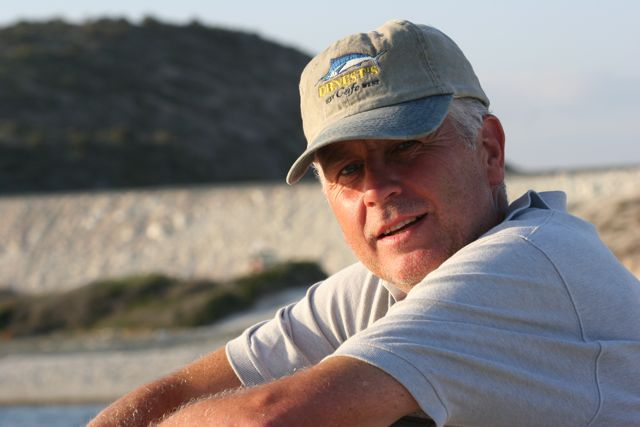
Mike Slee

La inspiración para el largometraje se dio gracias a la película documental Home lanzada en 2009, que retrata los recursos naturales de 54 países, pero en la que no aparece Colombia aunque es el segundo país del mundo con más biodiversidad. En el momento de su lanzamiento, Francisco Forero Bonell, fotógrafo que descubrió unos desconocidos petroglifos en la Sierra del Chiribiquete, trabajaba como gerente de ventas de Google y tuvo contacto con la película gracias a su despliegue de distribución en YouTube, donde fue publicada para verse gratis en su totalidad. Conoció de primera mano el trabajo del director de fotografía Yann Arthus-Bertrand, especializado en imágenes de animales y fotografía aérea. 
Dicha inspiración llevó a la concepción de un proyecto cinematográfico, inédito en Colombia especialmente por la tecnología que implicaba en su producción y la logística para llevarlo a cabo. La alianza para la producción se hizo entre la Fundación Ecoplanet y el Grupo Éxito a través de su vicepresidente de Mercadeo, Martín Nova, junto a la realizadora Off The Fence, en cabeza de la productora ejecutiva Ellen Windemuth, que fue la encargada del rodaje. “Es también la primera vez en la historia que una marca latinoamericana, el Grupo Éxito, financia una película sobre la necesidad del país de apoyar la conservación y la unificación. Y la primera vez en la historia del mundo que una sola marca ha hecho este esfuerzo”, afirma Ellen Windemuth de Off The Fence.
La filmación comenzó en 2014 cuando el camarógrafo de vida submarina Bob Cranston (responsable por la serie documental Life) pasó una semana sumergido en la Isla de Malpelo y capturó más de 150 minutos de tiburones martillo en su hábitat natural y continuó con nueve semanas de rodaje en la selva amazónica con el trabajo de Richard Kirby. Lo presentado en la película son retratos de los hábitats más ocultos en una experiencia de inmersión para los espectadores. En total fueron 38 especies y 20 ecosistemas retratados en la película
El equipo incluyó a 30 profesionales de la productora Off the Fence y 57 colombianos, que durante cuatro años recorrieron Colombia bajo la dirección de Mike Slee, director de películas como El vuelo de las mariposas, El señorío de las suricatas y The Gunpowder Plot: Exploding The Legend. En total la película costó 3,5 millones de dólares y para el 30 de septiembre de 2015 había recaudado 2,5 millones de dólares.

## Estreno
El primer momento de estreno de la película tuvo lugar el 9 de septiembre de 2015 en Nabusimake, capital del pueblo indígena Arhuaco y uno de los lugares más remotos de Colombia al ser un pueblo sagrado donde se llevan a cabo las reuniones para tomar decisiones entre las comunidades de la Sierra Nevada de Santa Marta. La comunidad allí presente pudo asistir por primera vez a una proyección cinematográfica, algo totalmente desconocido para muchos de ellos. La premiere en este lugar se realizó con el apoyo de Ambulante, una ONG que organiza proyecciones de cine en diversos lugares. Aunque un cuarto de la comunidad no entiende español pues únicamente habla la lengua nativa, demostraron entender las imágenes proyectadas en la pantalla.
La proyección de estreno de la película se realizó el 10 de septiembre en el Teatro Colón de Bogotá, con presencia del equipo realizador y productor además de personalidades como el presidente de Colombia Juan Manuel Santos, Gabriel Vallejo (ministro de Ambiente), Carlos Mario Giraldo (presidente del Grupo Éxito), Mariana Garcés (ministra de Cultura), Yesid Reyes (ministro de Justicia), entre otras personalidades públicas. Después de dicha proyección, los artistas que compusieron la música para la película se reunieron por primera vez con el maestro David Campbell para firmar la partitura general de la banda sonora.

## Temas
En 90 minutos, los realizadores invitan a descubrir o reencontrar el "paraíso que aún existe" en el país con un recorrido que va por la Sierra Nevada de Santa Marta y explora las tierras de los Llanos Orientales, el Chocó, las islas de Malpelo y Gorgona, el Caribe colombiano, la serranía de Chiribiquete, la isla de Providencia y la región andina.
El objetivo de la película es mostrar diversas escenas de la biodiversidad colombiana: el vuelo del cóndor de los andes, ave insignia de Colombia de más de tres metros de envergadura; el apareamiento y nacimiento de los cocodrilos en peligro de extinción en el río Orinoco; el vuelo y metamorfosis de la mariposa morfo azul; la dieta del oso perezoso; la apariencia de la anaconda, que puede superar los 100 kilos de peso; la caza del pez arawana, que atrapa a su presa saltando fuera del agua del río Amazonas; y el jaguar, el tercer felino más grande del mundo.
Se trata, según la productora ejecutiva Ellen Windemuth de Off the Fence, de una cinta con una minuciosa investigación científica nunca antes vista en el cine colombiano, sobre la multitud de hábitats pero también sobre las amenazas ambientales masivas a las que están expuestos. Además contiene un mensaje de conservación: “la película retrata los ecosistemas más propensos a la degradación por la mano del hombre, incluidos aquellos que habitan el jaguar y la rana dorada, dos de las especies más amenazadas del país.
El filme retrata especies que, como los colibrís y los osos perezosos, hasta hoy forman parte integral del paisaje nacional. Su existencia pende de un hilo, particularmente como resultado de la eliminación de los delicados ecosistemas que hasta ahora les han dado hogar y sustento. En ese sentido, la película y su masiva reproducción notifican a los colombianos de la enorme responsabilidad que tienen de resguardar esos espacios irrecuperables. Además, propone un llamado a la acción, según Martín Nova, vicepresidente de Mercadeo del Grupo Éxito: “Si no cambiamos la actitud depredadora actual, estos paisajes, parques, nevados o fauna en vía de extinción podrían no existir en algunos años y estas imágenes serán solo un testimonio de lo que fue, de lo que existió”.
Según el director Mike Slee, el objetivo de la película era encantar al público local, lograr en ellos una reacción y al final una actitud de protección frente a la naturaleza: “cuando uno tiene una audiencia enamorada, y ve que eso está en peligro, es más fácil reaccionar para proteger lo que ama. Por eso construí ese guion: que esos animales, esos seres que aparecen ahí, generen una emoción. Y luego, una reacción”.

## Música
El creador de la música original de la película es David Campbell, compositor con una trayectoria en bandas sonoras de películas como Spider-Man 2, Brokeback Mountain, Guerra Mundial Z. Fue contactado por Juanes, con quien ha trabajado en seis de sus álbumes musicales, quien lo convocó para crear la música de la película. Bajo su dirección se dio la mezcla de las composiciones de Carlos Vives, Juanes, Fonseca, ChocQuibTown, Walter Silva, Aterciopelados y Andrés Castro, todas interpretadas por la Orquesta Sinfónica Nacional de Colombia. Cada uno de los artistas tomó una escena de la película como inspiración para su composición y después Campbell escogió en qué lugar de la cinta usaría la música. Según él, la película tiene casi 90 minutos de música, lo que es inusual pues normalmente las cintas tienen un máximo de 40 minutos de banda sonora.

## Recepción
En su primer fin de semana, Colombia magia salvaje fue vista por 328 786 personas en cine, fue la película más vista de ese fin de semana. Y para el 31 de diciembre de 2015 ya era la película colombiana más vista en cine en el país, con 2 371 112 espectadores
En entrevista con el periódico El Espectador, Carlos Ogliastri de Royal Films asegura "cualquier película colombiana que no hable de narcotráfico, crímenes, políticos corruptos y no tengan un vocabulario soez, serán bienvenidas por todos los colombianos". "La gran acogida de este documental demuestra que el público nacional le está apostando a otras formas de representación del país y que ve en el cine una forma de despertar conciencia sobre problemáticas que nos afectan a todos", reflexiona en el mismo artículo Adelfa Martínez, directora de Proimágenes Colombia.

## Respuesta crítica
La película Colombia Magia Salvaje ha despertado diversas discusiones y críticas frente a decisiones de la política ambiental en Colombia, por las alianzas en su distribución y divulgación con diferentes entidades gubernamentales, principalmente el Ministerio de Ambiente y Desarrollo Sostenible. Diversas columnas de opinión tratan el tema de la película como un distractor de la problemática ambiental del país, que enfrenta crisis mineras y polémicas decisiones sobre el uso de las tierras y recursos tanto en las ciudades como en las reservas protegidas.  También hubo diversas columnas de opinión positivas que apreciaron la película por su aporte a la discusión sobre el peligro y las amenazas a la biodiversidad del país.